# José Luis Villarreal Acebedo
José Luis Villarreal Acebedo (Córdoba (Argentina), 17 de març de 1966) és un exfutbolista argentí, que jugava de migcampista. Va realitzar gairebé tota la seua carrera al seu país, tot arribant a jugar a equips de la talla de Boca Juniors i River Plate. També va militar a les competicions espanyola, francesa i mexicana.

## Clubs
- 1986/87 CA Belgrano
- 1987/92 CA Boca Juniors
- 1993 Atlètic de Madrid
- 1993/95 CA River Plate
- 1995/96 Montpeller HSC
- 1997 Pachuca
- 1997/98 Estudiantes de La Plata
- 1998/00 CA Belgrano
- 2000/01 All Boys
- 2002/04 CA Belgrano

## Internacional
Villarreal va ser internacional amb l'Argentina en tres ocasions. Va participar en la Copa Confederacions 1992, que va guanyar l'equip sud-americà. Encara que va ser present a les eliminatòries per al Mundial 1994, finalment no va ser-hi seleccionat a la fase final.

## Títols
- Copa Confederacions 1992
- Apertura: 1992, 1993 i 1994